# Phoenix-Gymnasium Dortmund
Das Phoenix-Gymnasium ist ein städtisches Gymnasium im Dortmunder Stadtteil Hörde mit rund 1000 Schülern. Der aus mehreren Gebäuden bestehende Komplex wurde 1855 erbaut. Seit 1967 besteht die Schule unter dem Namen Phoenix-Gymnasium.

## Geschichtliches
Das Phoenix wird zum ersten Mal 1583 als Klosterschule für junge adelige Stiftsdamen erwähnt. Erst 1853 wird die Schule erneut erwähnt. Die Regionalverwaltung Arnsberg, welche auch damals schon für die Schulverwaltung zuständig war, führte sie als eine seit einiger Zeit bestehende Rektoratsschule und verleiht der Schule die Anerkennung als öffentliche Schulanstalt.
Die Schule fungierte erst einmal als höhere Mädchenschule, bis es 1911 zu einer Gemeinschaftsgrundschule wurde. Von nun an konnten sowohl Jungen als auch Mädchen eine aus drei Stufen bestehende Vorschule besuchen. 1911 wurde ein neuer Bau begonnen, der 1912 fertiggestellt wurde. Dieser Bau an der Emscher existiert noch immer. Die Erneuerung der Schule war nötig geworden, da nun bereits 210 Schüler die Schule besuchten, aus der später das Phoenix-Gymnasium entstand. Die Schülerzahl stieg in den Folgejahren auf bis zu 383 Schüler an.
Im Jahre 1937 wurde die Rektoratsschule in Ernst-Moritz-Arndt-Schule umbenannt, benannt nach dem deutschen Schriftsteller Ernst Moritz Arndt. Wie viele andere Hörder Gebäude überstand das Phoenix-Gymnasium den Zweiten Weltkrieg nicht unbeschadet. Die Schule wurde im Sommer 1944 von einer Fliegerbombe getroffen, in deren Folge die Aula ausbrannte.
Schon kurz nach Kriegsende 1945/46 wurde das Phoenix wiedereröffnet, wobei hier die beiden Schulen Ernst-Moritz-Arndt-Schule und Goethe-Oberschule im Gebäude Seekante 43 vereinigt wurden. Von nun an war das Phoenix eine reine Oberschule. Allerdings waren die Bedingungen des Unterrichts aufgrund der Kriegsschäden noch schlecht. So gab es im Winter noch keine Heizung und kein dichtes Dach. In diesem Gebäude gab es von nun an wieder geregelten Unterricht.

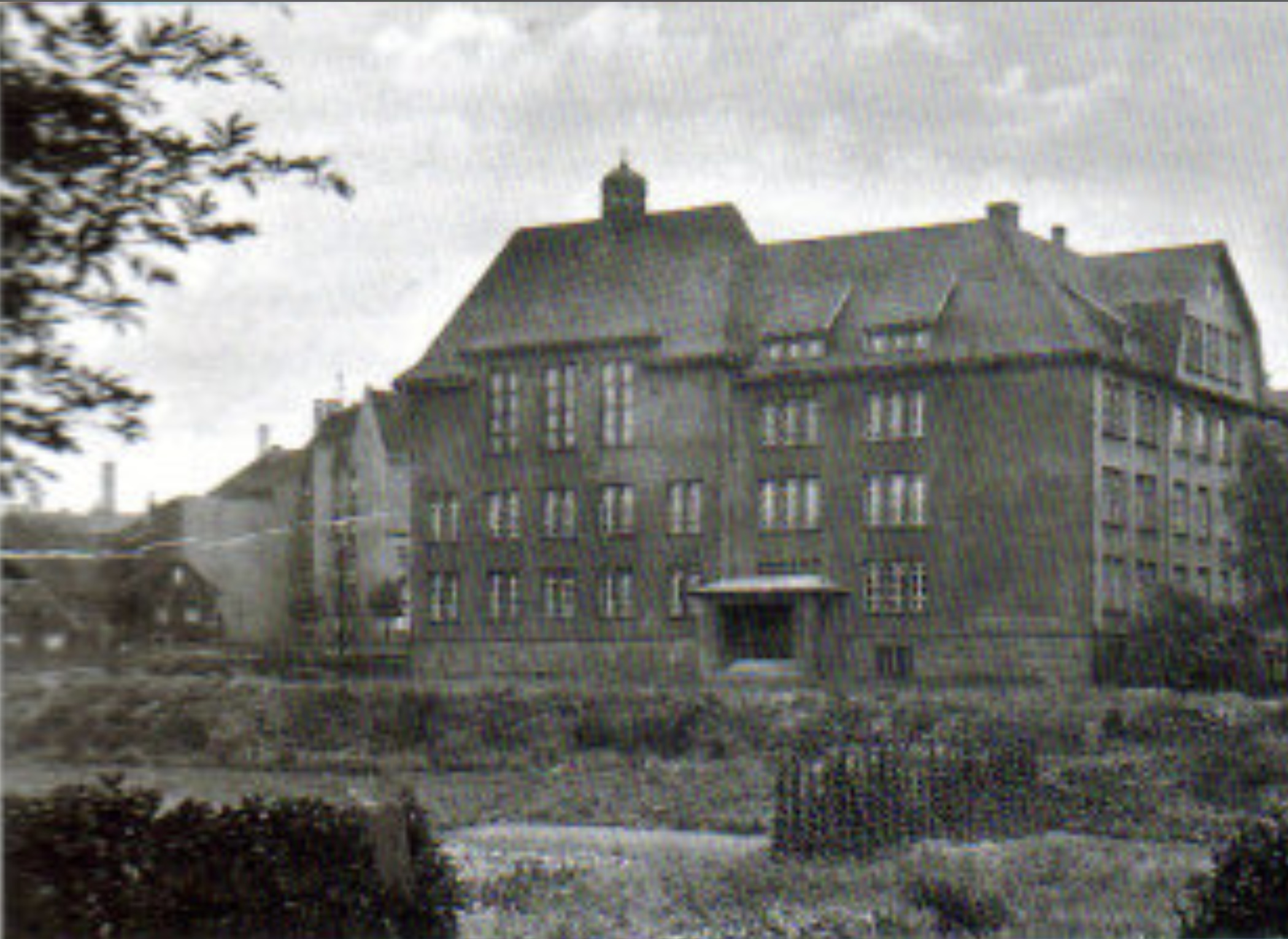
Das Phoenix-Gymnasium vor dem Ersten Weltkrieg

1967 wurde aus der inzwischen Humboldt-Gymnasium II genannten Schule das Phoenix-Gymnasium. Das Phoenix-Gymnasium ist eine selbstständige Schule.
Die Schule wird derzeit von der Direktorin Annette Tillmanns geleitet.

## Schul-WLAN
Von September 2012 bis 2015 gab es ein für alle Lehrer und Schüler öffentliches, kostenloses WLAN. Dieses wurde durch das Dortmunder Systemhaus aufgebaut, ist mittlerweile allerdings ausschließlich für Lehrer nutzbar (gesichert durch einen MAC-Adressfilter). Um auf dieses Netz zugreifen zu können, benötigt man einen Benutzernamen und ein Passwort.

## Neue Turnhalle und Schulumbau
Wie das Goethe-Gymnasium erhielt diese Schule eine neue Dreifachturnhalle, welche am 24. Juni 2014 eröffnet worden ist. Somit bleibt zum Sportunterricht den Schülern die Busfahrt zur Helmut-Körnig-Halle erspart.
Seit den Sommerferien 2014 wurde das Phoenix-Gymnasium umgebaut, u. a. auch der Schulhof. Dabei wurde die Treppe zur Straße Seekante abgerissen; außerdem wurde eine neue Fahrradabstellanlage und „Müllstation“ gebaut. Die Arbeiten wurden Ende Dezember/Anfang Januar 2015 fertiggestellt.

## Ehemalige Schüler
- Frank Asbeck (*  1959), Unternehmer
- Ralf Loose (* 1963), Fußballspieler und Fußballtrainer.
- Georg Maas (* 1958), Musikpädagoge